# راسين (ويسكونسن)

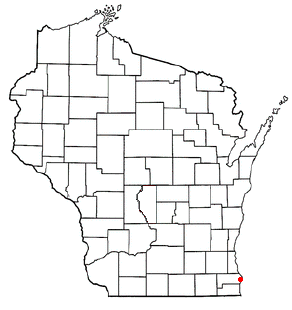
موقع مدينة راسين

راسين (بالإنجليزية: Racine)‏ مدينة في ولاية ويسكنسن في الولايات المتحدة الأمريكية.

## التركيبة السكانية
حدّد مكتب تعداد الولايات المتحدة بيانات التركيبة السكانية لراسين في تعداد الولايات المتحدة. في ما يلي، التركيبة السكانية حسب تعدادي 2000 و2010.

### تعداد عام 2000
بلغ عدد سكان راسين 81,855 نسمة بحسب تعداد عام 2000، وبلغ عدد الأسر 31,449 أسرة وعدد العائلات 20,405 عائلة مقيمة في المدينة. في حين سجلت الكثافة السكانية 2,018.1 نسمة لكل كيلومتر مربع (5,226.9/ميل2). وبلغ عدد الوحدات السكنية 33,414 وحدة بمتوسط كثافة قدره 823.8 لكل كيلومتر مربع (2,133.6/ميل2).
وتوزع التركيب العرقي للمدينة بنسبة 68.91% من البيض و20.32% من الأمريكيين الأفارقة و0.40% من الأمريكيين الأصليين و0.61% من الأمريكيين ذوي الأصول الآسيوية و0.05% من سكان جزر المحيط الهادئ و7.14% من الأعراق الأخرى و2.57% من عرقين مختلطين أو أكثر و13.95% من الهسبانيون أو اللاتينيون من أي عرق.
بلغ عدد الأسر 31,449 أسرة كانت نسبة 37.7% منها لديها أطفال تحت سن الثامنة عشر تعيش معهم، وبلغت نسبة الأزواج القاطنين مع بعضهم البعض 42.2% من أصل المجموع الكلي للأسر، ونسبة 17.9% من الأسر كان لديها معيلات من الإناث دون وجود شريك، بينما كانت نسبة 4.8% من الأسر لديها معيلون من الذكور دون وجود شريكة وكانت نسبة 35.1% من غير العائلات. تألفت نسبة 29.4% من أصل جميع الأسر من عدة أفراد يعيشون في نفس المنزل ونسبة 10.5% كانت تتألف من شخص يعيش بمفرده يبلغ من العمر 65 عاماً أو أكثر. وبلغ متوسط حجم الأسرة المعيشية 2.54، أما متوسط حجم العائلات فبلغ 3.15.
بلغ العمر الوسطي للسكان 33.1 عاماً. وكانت نسبة 28.5% من القاطنين تحت سن الثامنة عشر، وكانت نسبة 9.2% بين الثامنة عشر والرابعة والعشرين عاماً، ونسبة 29.4% كانت واقعةً في الفئة العمرية ما بين الخامسة والعشرين والرابعة والأربعين عاماً، ونسبة 19% كانت ما بين الخامسة والأربعين والرابعة والستين، ونسبة 11.6% كانت ضمن فئة الخامسة والستين عاماً فما فوق. يوجد لكل 100 أنثى 93.4 ذكر، ويوجد لكل 100 أنثى في الثامنة عشر من عمرها فما فوق 89.1 ذكر.
بلغ متوسط دخل الأسرة في المدينة 37,164 دولارًا، أما متوسط دخل العائلة فبلغ 45,150 دولارًا. وكان متوسط دخل الذكور 35,079 دولارًا مقابل 24,279 دولارًا للإناث. وسجل دخل الفرد الخاص بالمدينة 17,705 دولارًا. وكانت نسبة 10.8% من العائلات ونسبة 13.9% من السكان تحت خط الفقر، وكان من هؤلاء نسبة 21% تحت سن الثامنة عشر ونسبة 6.6% في الخامسة والستين من العمر وما فوق.

### تعداد عام 2010
بلغ عدد سكان راسين 78,860 نسمة بحسب تعداد عام 2010، وبلغ عدد الأسر 30,530 أسرة وعدد العائلات 19,222 عائلة مقيمة في المدينة. في حين سجلت الكثافة السكانية 1,944.3 نسمة لكل كيلومتر مربع (5,035.7/ميل2). وبلغ عدد الوحدات السكنية 33,887 وحدة بمتوسط كثافة قدره 835.5 لكل كيلومتر مربع (2,163.9/ميل2).
وتوزع التركيب العرقي للمدينة بنسبة 61.77% من البيض و22.57% من الأمريكيين الأفارقة و0.48% من الأمريكيين الأصليين و0.76% من الأمريكيين ذوي الأصول الآسيوية و0.03% من سكان جزر المحيط الهادئ و10.34% من الأعراق الأخرى و4.03% من عرقين مختلطين أو أكثر و20.68% من الهسبانيون أو اللاتينيون من أي عرق.
بلغ عدد الأسر 30,530 أسرة كانت نسبة 35.8% منها لديها أطفال تحت سن الثامنة عشر تعيش معهم، وبلغت نسبة الأزواج القاطنين مع بعضهم البعض 36.5% من أصل المجموع الكلي للأسر، ونسبة 20.1% من الأسر كان لديها معيلات من الإناث دون وجود شريك، بينما كانت نسبة 6.3% من الأسر لديها معيلون من الذكور دون وجود شريكة وكانت نسبة 37% من غير العائلات. تألفت نسبة 30.5% من أصل جميع الأسر من عدة أفراد يعيشون في نفس المنزل ونسبة 9.5% كانت تتألف من شخص يعيش بمفرده يبلغ من العمر 65 عاماً أو أكثر. وبلغ متوسط حجم الأسرة المعيشية 2.53، أما متوسط حجم العائلات فبلغ 3.17.
بلغ العمر الوسطي للسكان 33.0 عاماً. وكانت نسبة 27.9% من القاطنين تحت سن الثامنة عشر، وكانت نسبة 10% بين الثامنة عشر والرابعة والعشرين عاماً، ونسبة 27.4% كانت واقعةً في الفئة العمرية ما بين الخامسة والعشرين والرابعة والأربعين عاماً، ونسبة 23.8% كانت ما بين الخامسة والأربعين والرابعة والستين، ونسبة 10.9% كانت ضمن فئة الخامسة والستين عاماً فما فوق. وتوزع التركيب الجنسي للسكان بنسبة 48.8% ذكور و51.2% إناث.

## توأمة
لراسين (ويسكونسن) اتفاقيات توأمة مع كل من:
- آلبورغ (1965 - )
- بلوفيلدز، نيكاراغوا
- فورتاليزا
- مونتيليمار
- أويسو [الإنجليزية]‏
- Aalborg Municipality [الإنجليزية]‏ منذ (1965 - )

## أعلام
- صموئيل كورتيس جونسون سينيور
- إلين كوربي
- فريدريك مارج
- عبد القادر جيلاني
- بيتي رين رايت
- أرت كيلر
- كيفن أندرسون
- ليو ميرفي
- كارون باتلر
- بول هاريس